# Luigi Gramegna
Luigi Gramegna (Borgolavezzaro, 3 ottobre 1846 – Torino, 29 marzo 1928) è stato uno scrittore italiano.

## Biografia
Gramegna è noto principalmente per i suoi racconti storici sul Piemonte.
Il padre esercitava la professione medica a Crova, nel Vercellese ma fu chiamato a Torino per trovare un rimedio contro la pellagra, malattia causata da malnutrizione, a quei tempi particolarmente diffusa nell'Italia settentrionale.
A quindici anni il padre lo fece entrare nell'accademia militare. Successivamente frequentò la facoltà di scienze dove ebbe come compagno di corso Vilfredo Pareto, destinato a divenire un sociologo ed economista.
Proseguì la carriera di militare fino al raggiungimento del grado di colonnello, e poi diede le dimissioni dall'esercito.
Prima di sposarsi con Giovanna Guerci, nipote del generale piemontese V. Colli, facendo ricerche sugli usi e costumi del vecchio Piemonte, Gramegna scoprì di avere talento e passione per la scrittura.
Nel 1894 pubblicò a sue spese Progresso e Bisogni. 
Negli anni successivi pubblicò Popolo e Religione nel 1895 e Sabaudia docet. Caratteri della monarchia e del popolo piemontese nel 1896.
Nel 1900 diede alle stampe un libro di letture per le scuole elementari: Prime Prove.
A partire dal 1906 scrisse 18 romanzi storico-avventurosi tutti pubblicati a Torino e ambientati in Piemonte, che divennero poi una saga.
I protagonisti dei suoi racconti erano semplici cittadini e membri di Casa Savoia, dal XV secolo all'unità d'Italia.

## Opere
- 1894 - Progresso e bisogni
- 1895 - Popolo e religione
- 1896 - Sabaudia docet. Caratteri della monarchia e del popolo piemontese
- 1900 - Prime prove

Saga storico-avventurosa
- 1906 - Monsù Pingon, ambientato nel 1574
- 1906 - Dragoni azzurri, ambientato nel 1706
- 1908 - Il tesoriere del duca, ambientato nel 1536
- 1910 - Il portarchibugio , ambientato nel 1610
- 1910 - Cavour e i torinesi, ambientato nel 1859
- 1911 - Il castello di Rouvres, ambientato nel 1476
- 1911 - Addio, mia bella, addio!, ambientato nel 1859
- 1912 - Il cicisbeo, ambientato nel 1747
- 1912 - Fides, l'unico romanzo contemporaneo all'anno d'uscita.
- 1913 - Corte gioconda, ambientato nel 1663
- 1922 - Epidemia d'amore, ambientato nel 1683
- 1923 - La strega (nella ristampa del 1927 La strega di Novara), ambientato nel 1462/63
- 1925 - La sibilla del re , ambientato nel 1494/95 (discesa del re di Francia Carlo VIII)
- 1926 - Occhio di gazzella[1] , ambientato nel 1524

Postumi
- 1930 - Il barbiere di Sua Altezza[1], ambientato nel 1630
- 1933 - Il "Tre Paletti", ambientato nel 1812
- 1945 - Bastian contrario, ambientato nel 1665/72
- 1950 -  La speciaria di Sant'Eusebio[1] , ambientato nel 1640 .